# Anhanguera (ort)
Anhanguera är en ort i Brasilien.   Den ligger i kommunen Anhanguera och delstaten Goiás, i den sydöstra delen av landet, 290 km söder om huvudstaden Brasília. Anhanguera ligger 543 meter över havet och antalet invånare är 1 017.
Terrängen runt Anhanguera är platt åt nordväst, men åt sydost är den kuperad. Runt Anhanguera är det mycket glesbefolkat, med 5 invånare per kvadratkilometer.. Det finns inga andra samhällen i närheten. 
Omgivningarna runt Anhanguera är huvudsakligen savann.